# Please Don’t Stop The Rain
"Please Don’t Stop The Rain" – ósmy singiel brytyjskiego wokalisty Jamesa Morrisona, a zarazem trzeci z jego drugiego albumu Songs for You, Truths for Me. Utwór został napisany przez samego artystę z pomocą Ryana Teddera. Został wydany 30 marca 2009 roku.